# 1990年代
1990年代（せんきゅうひゃくきゅうじゅうねんだい）は、西暦（グレゴリオ暦）1990年から1999年までの10年間を指す十年紀。この項目では、国際的な視点に基づいた1990年代について記載する。

## できごと

### 1990年
- 3月21日 - ナミビアが南アフリカ共和国から独立
- 6月11日 - ペルーで行われた大統領選で日系人のアルベルト・フジモリが当選。
- FIFAワールドカップイタリア大会開催。
- 8月2日 - イラク軍がクウェートへ侵攻。
- 9月30日 - ソ連と韓国が国交を樹立。
- 10月3日 - 東西ドイツが統一（ドイツ再統一）。
- 11月28日 -  イギリスではマーガレット・サッチャーが11年における政権から交代し、新たにジョン・メージャーが首相となる。
- チリ民政復帰
- アメリカでインターネットへの加入制限が撤廃される（インターネットの商用開放の始まり）[1]。

### 1991年
- 1月13日 - ソ連軍がリトアニア共和国の独立運動を武力で鎮圧（血の日曜日事件）。
- 1月17日 - 湾岸戦争が勃発。
- 4月16日 - ゴルバチョフ大統領がソ連国家元首として初めて来日。海部俊樹首相と会談。
- 8月19日 - ソ連で共産党保守派によるクーデターが発生（ソ連8月クーデター）。
- 8月20日 - ラトビア・リトアニア・エストニア再独立。
- 9月28日 - ジャズ・トランペッターのマイルス・デイヴィスが死去。
- 11月13日 - ティム・バーナーズ＝リー、World Wide Webをインターネット上で公開。
- 11月24日 -  クイーンのフレディ・マーキュリーが死去。
- 12月25日 - ゴルバチョフ・ソ連大統領が辞任。ソビエト連邦が崩壊。その後「ロシア連邦」へ。
- ドイツ、ベルリンへの首都移転決定。
- 6月にピナトゥボ火山噴火。地球が一時的に寒冷化する。
- 科学者の飯島澄男によってカーボンナノチューブが発見される。
- ウォーリーをさがせ!ブームが起こる。
- ユーゴスラビア連邦共和国でスロベニア、クロアチアが連邦からの独立を宣言。コソボも両国に倣って統合から離脱しようとし、ユーゴスラビア紛争が始まる。クロアチアとの紛争は泥沼化する。
- マツダ・787B、日本車としてはじめてル・マン24時間レース総合優勝。
- ミャンマーのアウンサンスーチーにノーベル平和賞。

### 1992年
- 2月8日 -  アルベールビルオリンピック開催。
- 4月29日 - ロサンゼルス暴動勃発。
- 7月25日 - バルセロナオリンピック開催。
- 8月24日 - 中国と韓国が国交を樹立。
- 夏頃、『1992年の東京の日常風景』でお馴染みの1993年に発売されたハイビジョン規格の業務用映像ソフトGood-NightTOKYOの映像が東京都内で撮影される。
- ボスニア・ヘルツェゴビナ紛争勃発。セルビア、クロアチア、ムスリムの三勢力が入り乱れて悲惨な内戦となる。
- 宮沢喜一の下でPKO協力法制定。

### 1993年
- 1月1日 -  ヨーロッパで欧州連合（EU）が発足。
- 1月20日 - ビル・クリントン、ジョージ・H・W・ブッシュを継いでアメリカ合衆国大統領に就任。
- マーク・アンドリーセンら、WebブラウザNCSA Mosaicを公開。World Wide Webの普及が始まるきっかけとなった。
- 10月4日 - ロシアでエリツィン大統領と議会勢力の対立が激化し、10月政変が勃発。
- 日本でインターネットの商用サービスが開始される[1]。

### 1994年
- 2月12日 - リレハンメルオリンピック開催。
- 4月5日 - ニルヴァーナのボーカル、カート・コバーン死亡。
- パレスチナ自治政府設立。
- ルワンダで百万人以上が虐殺。
- 4月27日 - 南アフリカ共和国で全人種参加選挙、ネルソン・マンデラが大統領に。
- 5月1日 - アイルトン・セナがレース中の事故で死去。
- 5月6日 - 英仏海峡トンネル開通。
- 7月8日 - 北朝鮮の国家主席である金日成が死去。
- FIFAワールドカップアメリカ大会開催。
- 8月12日 - メジャーリーグベースボールが232日間に及ぶプロスポーツ史上最長のストライキに突入、1994年のワールドシリーズも中止される（→1994年から1995年のMLBストライキ）。

### 1995年
- 1月1日 - WTO発足。
- 1月17日 - 阪神・淡路大震災発生。
- オーストリア、フィンランド、スウェーデンがEUへ加盟。
- 4月19日 - アメリカ中南部オクラホマシティで爆破テロ事件。
- 6月 - たまごっち(第1期)が発売。
- 第二次世界大戦終戦50年。
- フランス、ムルロア環礁で核実験強行。
- メジャーリーグベースボールで野茂英雄投手が日本人初の新人王獲得。
- Windows 95発売。比較的安価なパソコンでも操作性の高いGUIの利用を可能にしたため、PC業界における一大ブームを巻き起こす。Microsoft Plus!の追加インストールでウェブブラウザやインターネット接続機能を利用可能としたことで、インターネット本格普及の切っ掛けにもなった。
- エキスパートシステムを中心とする第二次人工知能ブームが完全な終焉を迎え、人工知能分野が冬の時代に突入した[2]。
- 11月4日 - イスラエルのラビン首相が暗殺される。
- アメリカでNSFNETがインターネットバックボーンとしての運用を停止したことで、インターネットの商用開放が完了する[3][4]。

### 1996年
- 3月23日 - 中華民国（台湾）で初の総統選挙。李登輝が当選し、台湾本土化が本格化。
- WHO健康開発総合研究センター開所。
- 7月19日 - アトランタオリンピック開催。
- 12月17日 - ペルー首都リマで在ペルー日本大使公邸占拠事件。4か月後の翌1997年（平成9年）4月22日にペルー警察の突入によって解決。

### 1997年
- 2月19日 - 中華人民共和国の最高実力者である鄧小平が死去。
- ザイールが内乱で独裁政権崩壊、国名がコンゴ民主共和国となる。
- 7月1日 - 香港、イギリスから中華人民共和国へ返還。
- アジア通貨危機。
- プロゴルファーのタイガー・ウッズが黒人初・史上最年少の21歳6か月でマスターズを制覇。さらに年間最年少賞金王にも輝く。
- 8月31日 - ダイアナ元皇太子妃、パリで交通事故死。
- 9月5日 - マザー・テレサ、ショルティ死去。
- 世界初の量産型ハイブリッドカー、トヨタ・プリウスが発売。

### 1998年
- 印パ核実験。
- インドネシアのスハルト政権崩壊。
- FIFAワールドカップフランス大会開催。
- 長野オリンピック開催。
- 北朝鮮がミサイルのテポドンを自国の領土から発射。日本海と日本列島上空を通過し太平洋に落下。
- メジャーリーグベースボールのセントルイス・カージナルス所属のマーク・マグワイア選手とシカゴ・カブス所属のサミー・ソーサが年間最多本塁打数新記録を争い、マグアイアが37年ぶりに70本の年間本塁打数の新記録を更新（→1998年のMLBシーズン最多本塁打記録対決）
- Windows 98が発売

### 1999年
- コソボ紛争、NATO軍が介入しセルビアを空爆。
- コロンビア・キンディオ地震が発生。犠牲者1000人以上。
- ヨーロッパ単一通貨ユーロ登場。
- ヨルダンのフセイン国王死去。
- 茨城県東海村の原子力施設で臨界事故発生。
- トルコ西部地震・台湾大地震発生。
- 2000年問題（Y2K問題）騒動。
- ルノー、日産自動車へ資本参加。
- マカオ、ポルトガルから中華人民共和国へ返還。
- パナマ運河、アメリカ合衆国からパナマへ返還。
- 西暦1000年代が終わり、翌年の幕明けに向けてミレニアムのカウントダウンが世界各地で催される。また、上記の2000年問題の動向が注目される中の年越し。

## 世相
1990年代は、21世紀の礎を作る革命的なできごとが多数起きたことで、以前と比較して日常生活における情報革命が強く意識されるようになった年代である。具体的には、2010年代になってようやく結実した技術や考え方の原型が数多く登場し、一過性のブームとなった年代である。

### 社会
- 東西冷戦終結後、旧ソ連、東欧地域を中心に民族主義による紛争が多発するようになった。
- アフリカでエボラ出血熱流行。エイズが全世界に蔓延する。
- ASEAN諸国で急速な経済発展。タイ・マレーシア・インドネシアが特に顕著な成長を遂げ、政治の民主化も進んだ。しかし、1997年のアジア通貨危機で打撃を受ける。
- 中華人民共和国沿海部・都市部の経済成長に伴い、農村出身の民工が大量に都市部へ流入（盲流）。国有企業改革に伴い、失業者が多数発生する。
- 各国で航空自由化が進み、格安航空会社が台頭する。
- 日本ではバブルが崩壊し、1990年代後半から失われた30年が始まり、就職氷河期が訪れた（就職氷河期世代の出現は21世紀においても日本社会の大きな歪みの原因となった）。企業が新しい分野への投資を渋ったため、IT革命への対応で大きく出遅れることになった。エンタメでは女子高生ブームが起き、若者文化の牽引役を、バブル期までの女子大生に替わって女子高生が担うようになった（女子高生ブームの時代の女子高生のスタイルは21世紀の若者文化にも発展的に引き継がれている）[5]。

### コンピュータとインターネット
- 1990年代末に先進国でインターネットが爆発的普及。パーソナルコンピュータ（パソコン）の普及率も大幅に増加した。
- マルチメディアブーム。CD-ROMやハードディスクドライブなど当時としては大容量のデジタル媒体が普及、パソコンのCPUは32ビットに移行し、QuickTimeやShockwaveなどで動画や音声を取り扱う環境が整った。また、解像度は低いものの動画や音声を多用したゲームが登場した。前述のインターネットと連携して実験的なコンテンツ配信も行われるようになった。
- 当時としては写実的な3DCGを高速に操作できるシリコングラフィックスのワークステーションが登場して映画製作で活用されるようになり、特に予算が潤沢に用意できる大作映画においてVFXが格段に進歩した（ターミネーター2，ジュラシック・パークが代表的）。
- 比較的安価だが高解像度かつ色数の豊富なグラフィックを扱えるAmigaやMacintoshがクリエイター向けに広く普及し、予算の少ない中小規模の制作会社でも商業レベルのデジタルコンテンツが制作できるようになった。
- Windows 95やMacintoshで現代的なGUIが普及した。未だ高価ではあったが、一般家庭でも導入できる水準のコンピュータ環境が整った。
- ゲームは2Dから3Dへ移行した(据え置き型ゲーム機第5世代）。1990年代前半にはバーチャル・リアリティが一時的に流行したが、世の中の期待に機器の性能が追いつかず失望された（2020年代においても機器の性能が未熟でいまだ本格的普及に至っていない）。

### 通信
- 先進国で携帯電話の普及が始まる（主に第2世代移動通信システム (2G) に当たるGSM、PDC、D-AMPS方式を採用。1990年代後半にcdmaOneが登場した）。
- 1990年代前半にポケベルが中高生にまで普及した。続いて1990年代後半に携帯電話やPHSが普及した。その影響によりポケベルは2005年頃にはほぼ消滅した。

## 文化と芸術

### 建築
超高層建築物・構築物

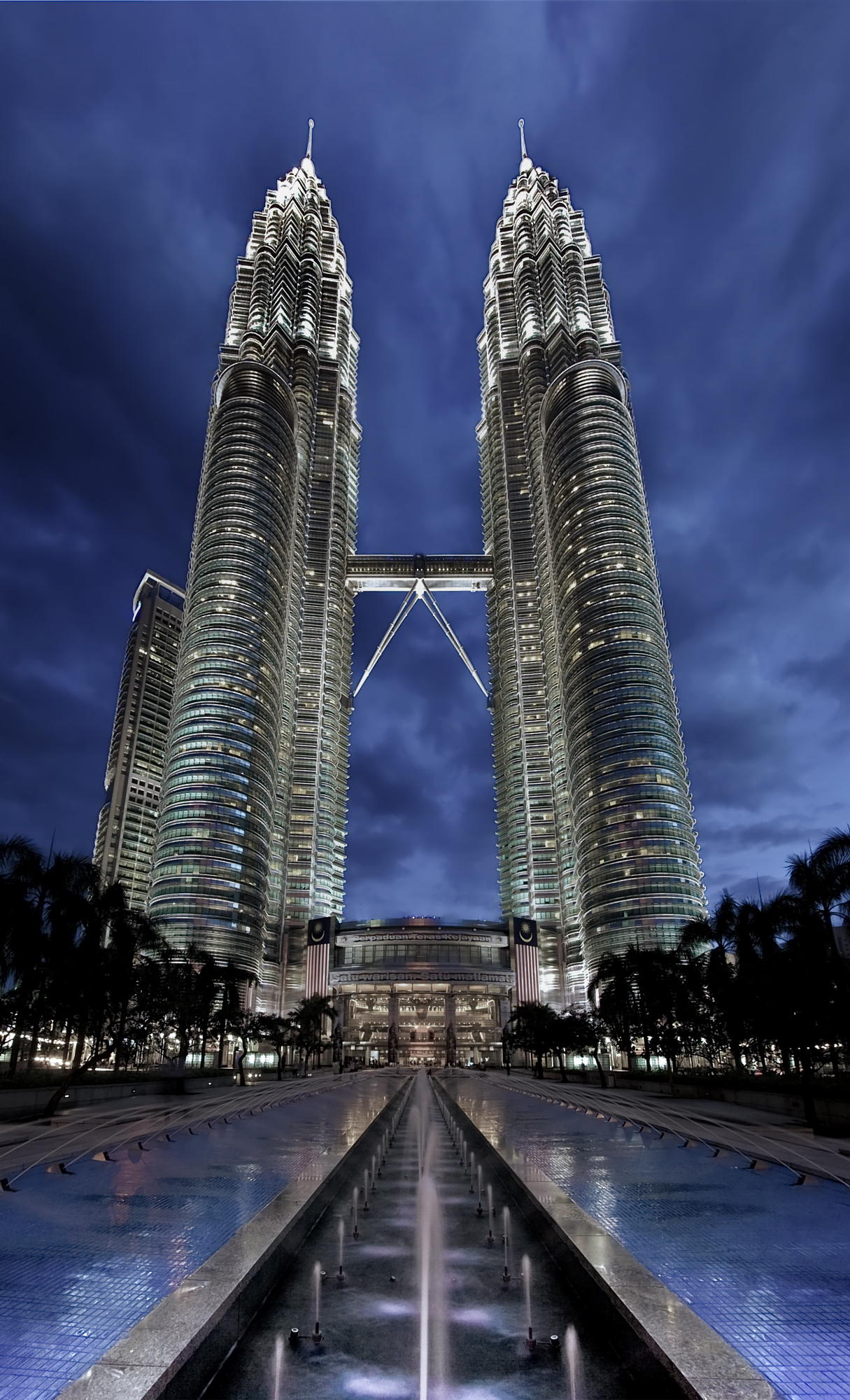
ペトロナスツインタワー（マレーシア・クアラルンプール）

### 大衆文化

#### 音楽
- グランジ、ジェネレーションXと呼ばれる世代の圧倒的な支持を受ける。
- ブリットポップ、イギリスを中心に広まる。
- ヒップホップ、ポップス界に台頭。アメリカ合衆国ではロックは傍流に退く。

#### スポーツ
- ミゲル・インドゥライン、1991年から1995年にかけてツール・ド・フランス個人総合5連覇を達成したほか、1992年・1993年のジロ・デ・イタリア個人総合優勝、1995年の世界選手権自転車競技大会個人タイムトライアルで優勝の他、1994年にはアワーレコードの世界記録を更新。

#### コンピュータゲーム
- テレビゲーム市場では1990年代の前半（第4世代）に任天堂の「Super Nintendo Entertainment System」（SNES, 日本では「スーパーファミコン」として発売）が前世代機に引き続いて市場をリード（北米ではセガの「Sega Genesis」も互角以上のシェア争いを展開）していたが、後半（第5世代）になるとソニー・コンピュータエンタテインメント (SCEI) の「PlayStation」が市場をリードし、任天堂の牙城を崩した。一方、携帯型ゲームでは任天堂の「ゲームボーイ」シリーズが世界的にヒットしており、1990年代の後半に発売された同ゲーム機のソフト『ポケットモンスター 赤・緑』は世界中で大ブーム（ポケモンブーム）となった。

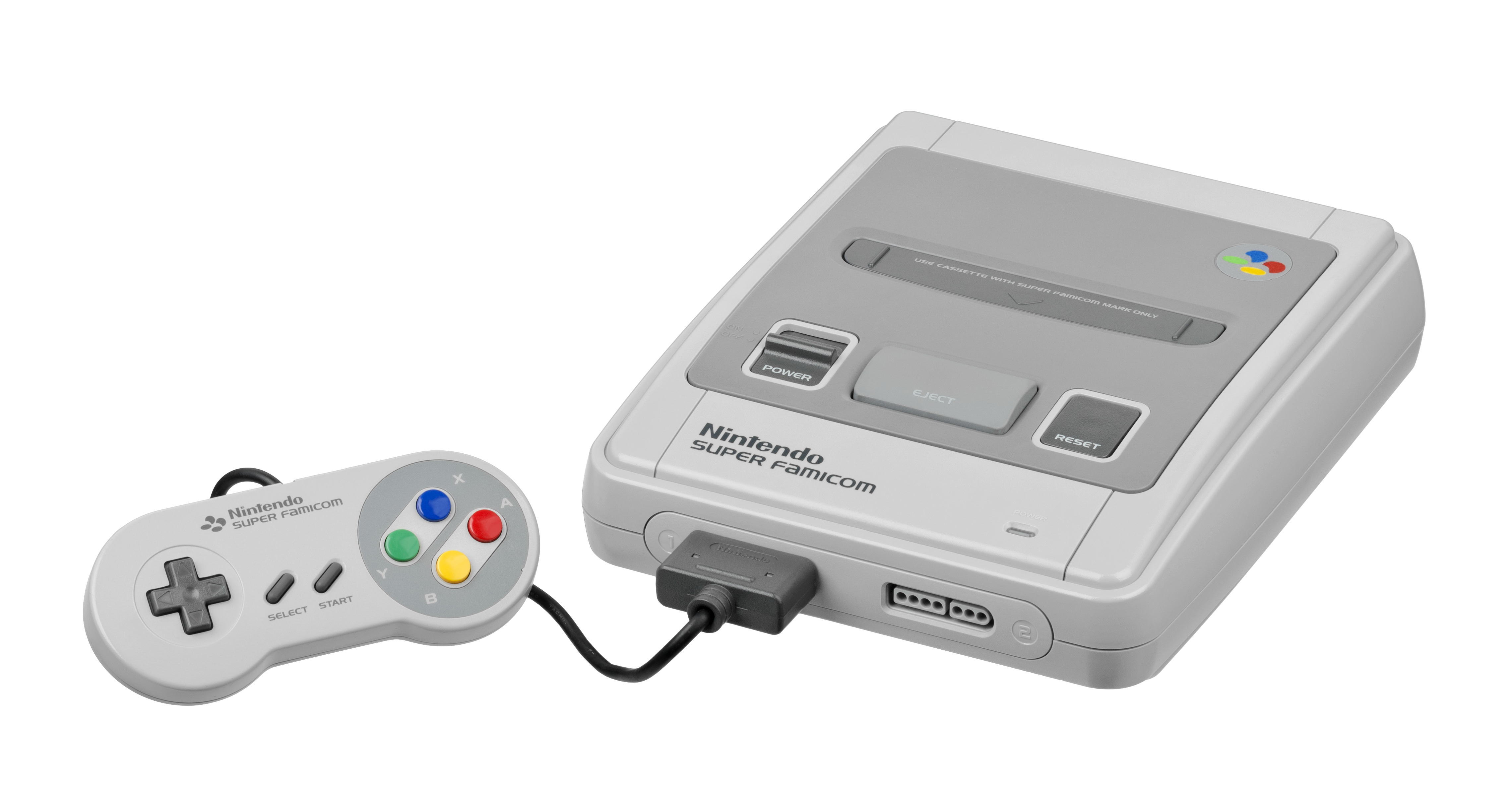
スーパーファミコン
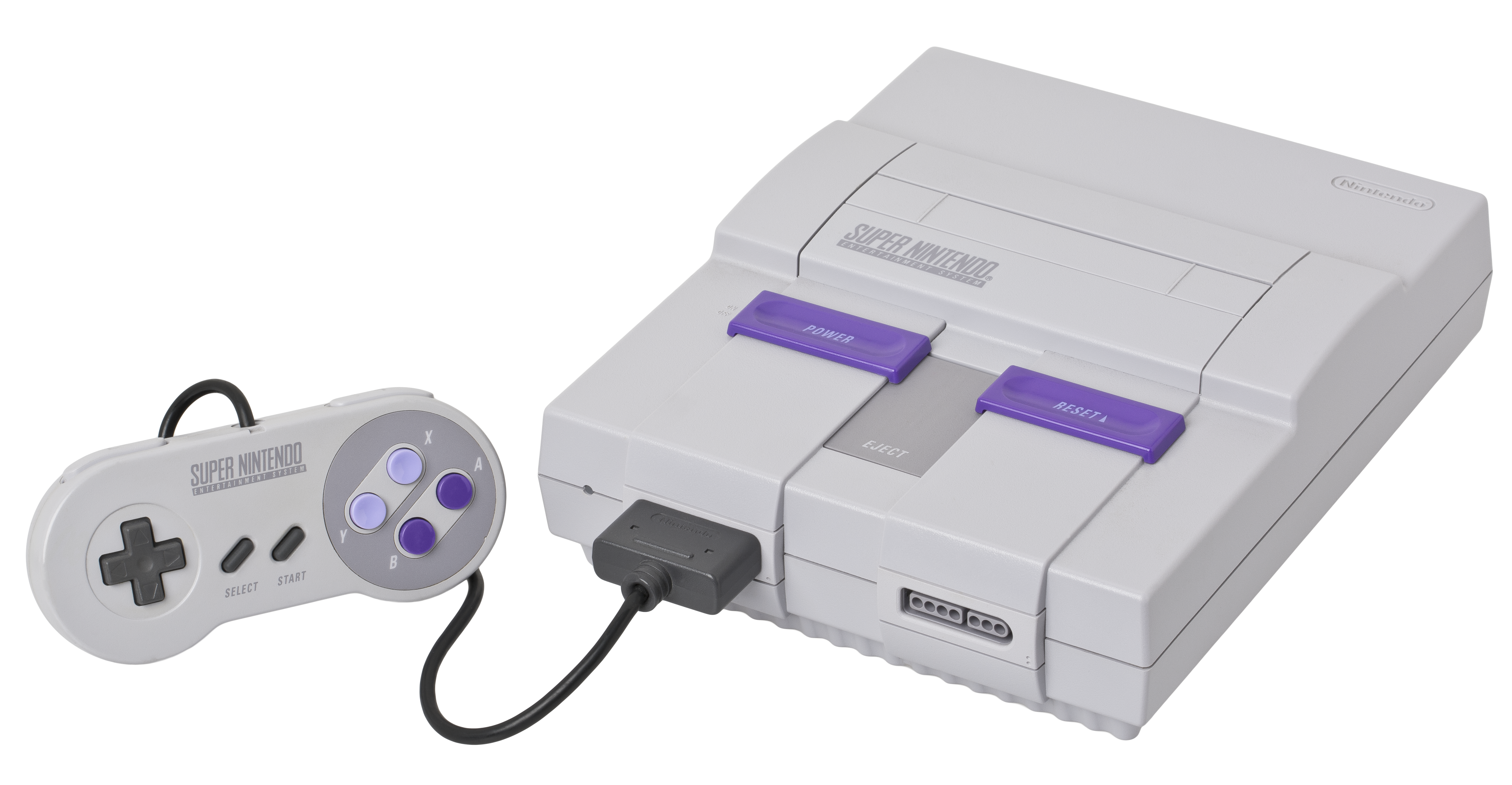
Super Nintendo Entertainment System
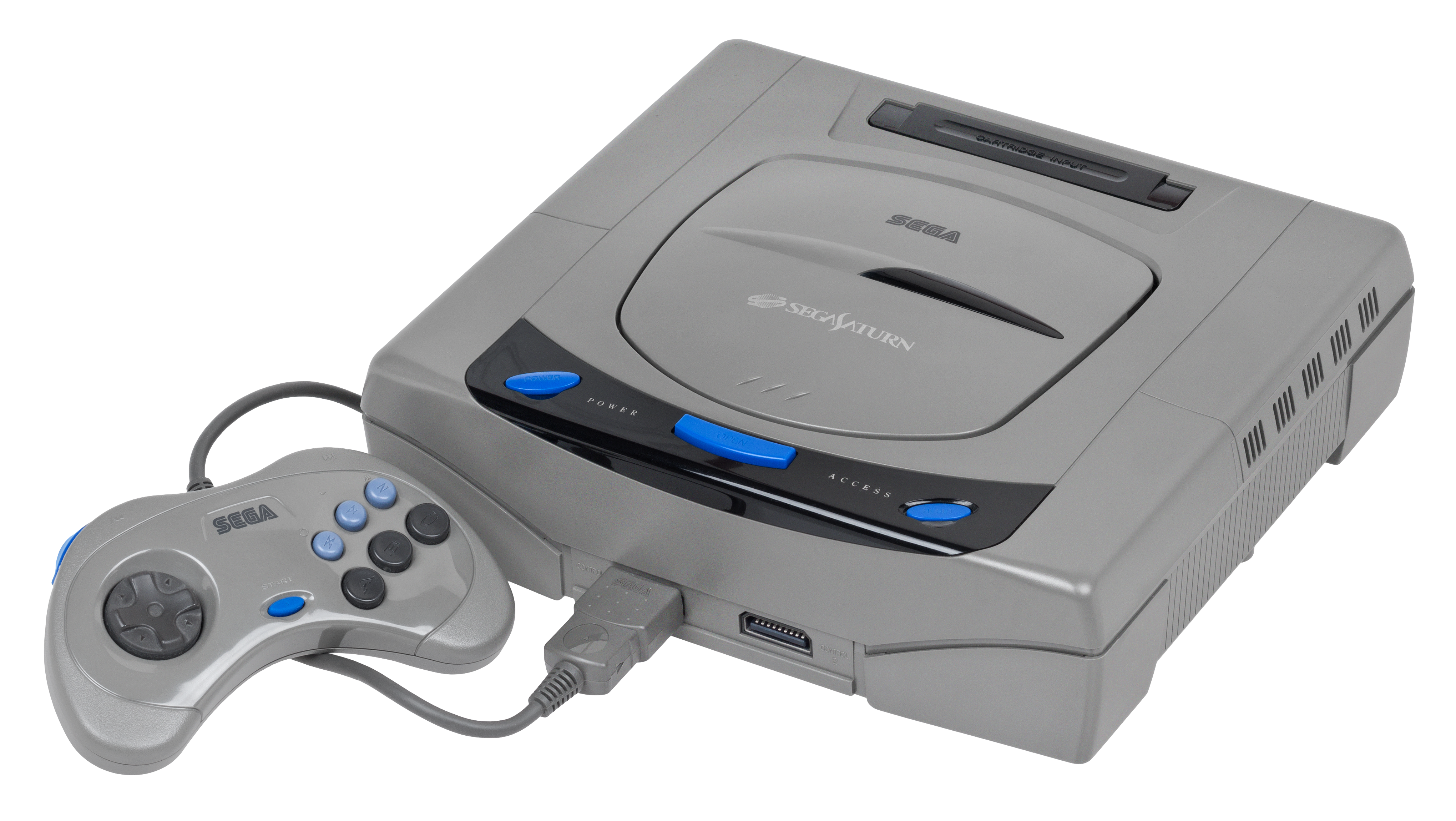
セガサターン
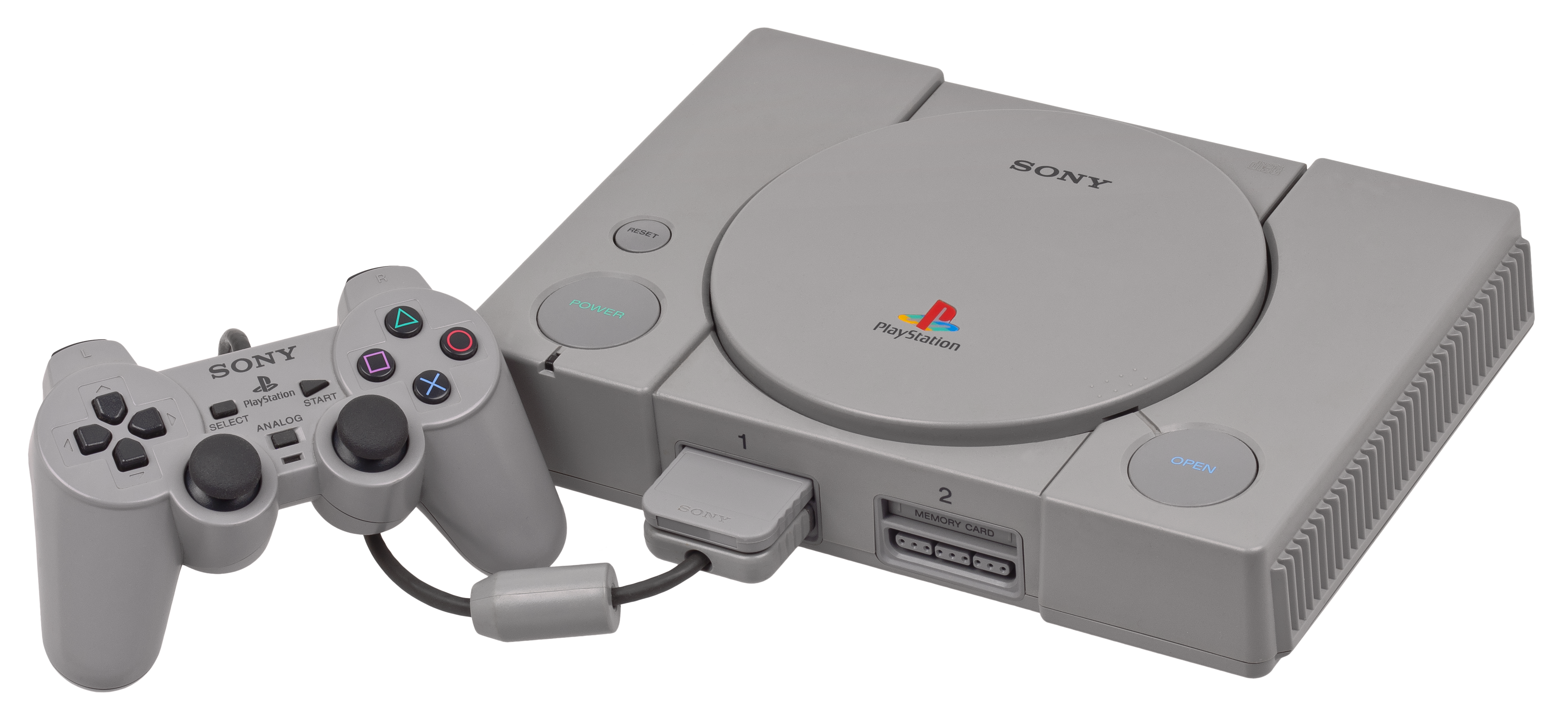
PlayStation
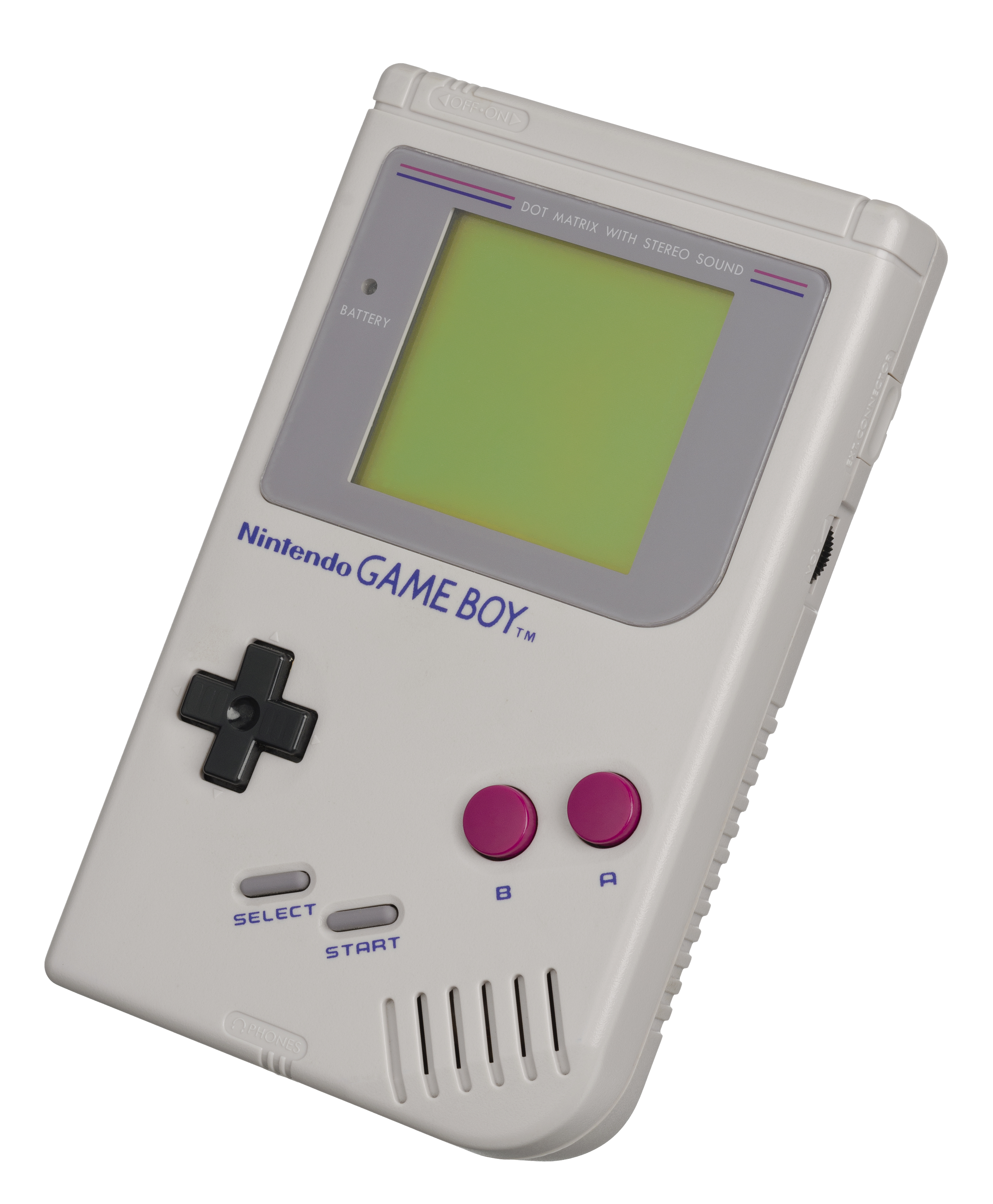
ゲームボーイ
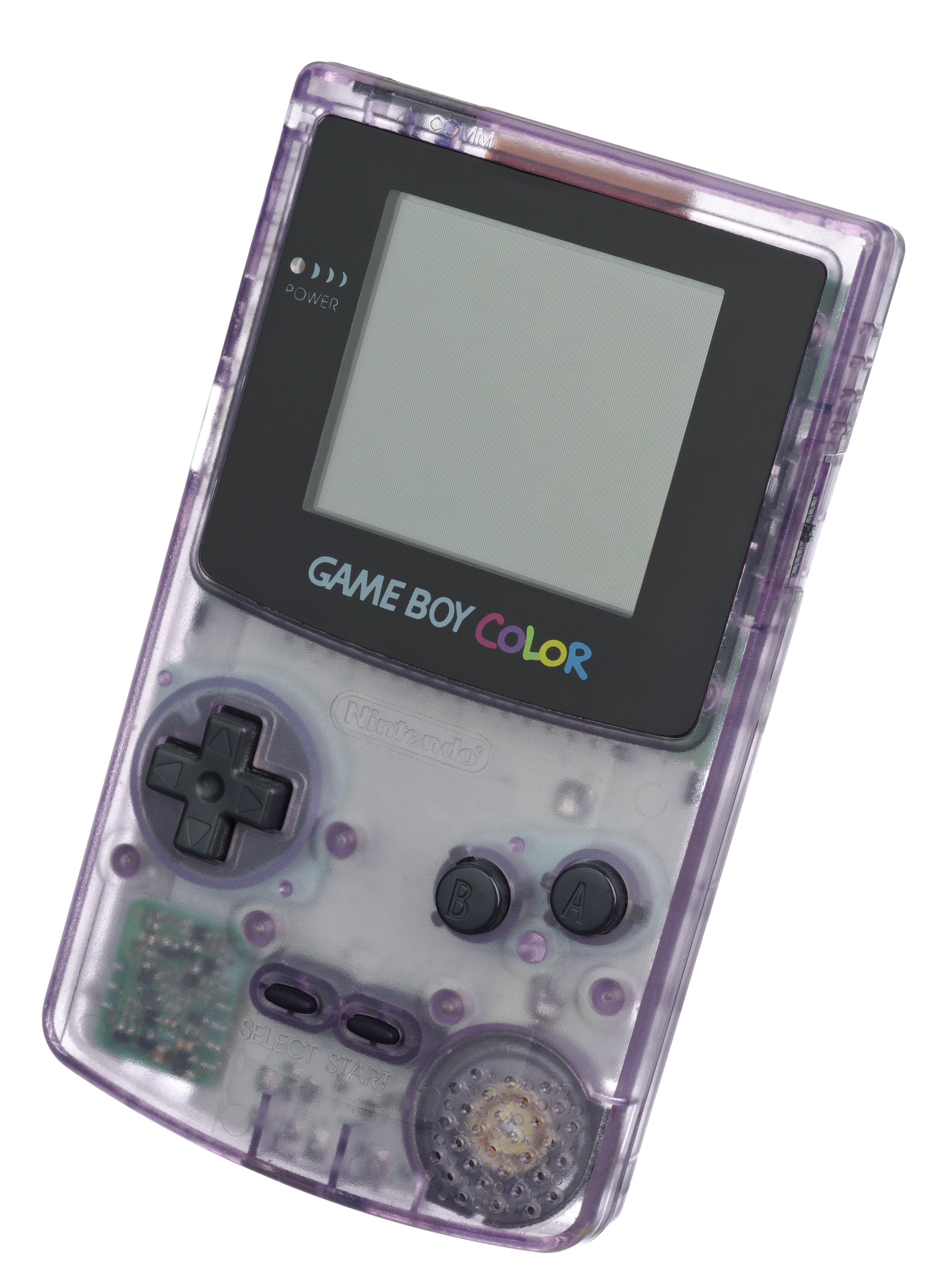
ゲームボーイカラー

## 人物

### アメリカ合衆国と東西ヨーロッパ

#### 政治
- ヘルムート・コール（1930年 - 2017年）
- ジャック・シラク（1932年 - 2019年）
- ジャン・クレティエン（1934年 - ）
- シルヴィオ・ベルルスコーニ（1936年 - 2023年）
- ロマーノ・プローディ（1939年 - ）
- ジョン・メージャー（1943年 - ）
- ゲアハルト・シュレーダー（1944年 - ）
- ビル・クリントン（1946年 - ）
- マッシモ・ダレマ（1949年 - ）
- トニー・ブレア（1953年 - ）

#### 思想と哲学
- サミュエル・フィリップス・ハンティントン（1927年 - 2008年）
- エレーヌ・カレール・ダンコース（1929年 - 2023年）
- イアン・ハッキング（1936年 - 2023年）
- ドミニク・ジャニコー（1937年 - 2002年）
- ジャレド・ダイアモンド（1937年 - ）
- アンソニー・ギデンズ（1938年 - ）
- フィリップ・ラクー・ラバルト（1940年 - 2007年）
- ジャン・リュック・ナンシー（1940年 - ）
- ジョルジョ・アガンベン（1942年 - ）
- ガヤトリ・チャクラヴォルティ・スピヴァク（1942年 - ）
- ダニエル・デネット（1942年 - ）
- ポール・チャーチランド（1942年 - ）
- テリー・イーグルトン（1943年 - ）
- フリードリヒ・キットラー（1943年 - 2011年）
- ジャン＝リュック・マリオン（1946年 - ）
- スラヴォイ・ジジェク（1949年 - ）
- ヨアン・ペテル・クリアーノ（1950年 - 1991年）
- コリン・マッギン（1950年 - ）
- ロベルト・エスポジト（1950年 - ）
- イヴ・セジウィック（1950年 - 2009年）
- フランシス・フクヤマ（1952年 - ）
- ジャン・ブリクモン（1952年 - ）
- ノルベルト・ボルツ（1953年 - ）
- アラン・ソーカル（1955年 - ）
- ジュディス・バトラー（1956年 - ）
- カトリーヌ・マラブー（1959年 - ）

#### 文学
- コーマック・マッカーシー（1933年 - ）
- ドン・デリーロ（1936年 - ）
- マイケル・オンダーチェ（1943年 - ）
- スティーヴン・ミルハウザー（1943年 - ）
- イアン・マキューアン（1948年 - ）
- マイケル・カニンガム（1952年 - ）
- ユン・チアン（1952年 - ）
- パトリック・マッケーブ（1955年 - ）
- エルヴェ・ギベール（1955年 - 1991年）
- ニコルソン・ベイカー（1957年 - ）
- ミシェル・ウエルベック（1958年 - ）
- ジェフリー・ユージェニデス（1960年 - ）
- ダグラス・クープランド（1961年 - ）
- J・K・ローリング（1965年 - ）

#### 芸術
- ロバート・ヴェンチューリ（1925年 - 2018年）
- フランク・ゲーリー（1929年 - ）
- クリスチャン・ボルタンスキー（1944年 - 2021年）
- レム・コールハース（1944年 - ）
- バーバラ・クルーガー（1945年 - ）
- ミヒャエル・ゾーヴァ（1945年 - ）
- アントニー・ゴームリー（1950年 - ）
- ザハ・ハディッド（1950年 - ）
- ビル・ヴィオラ（1951年 - ）
- シンディ・シャーマン（1954年 - ）
- アニッシュ・カプーア（1954年 -　）
- シュテファン・バルケンホール（1957年 - ）
- トーマス・ルフ（1958年 - ）
- ピピロッティ・リスト（1962年 - ）
- ダミアン・ハースト（1965年 - ）
- マシュー・バーニー（1967年 - ）
- サム・テイラー・ウッド（1967年 - ）

#### 音楽
- プラシド・ドミンゴ（1941年 - ）
- ホセ・カレーラス（1946年 - ）
- マライア・キャリー（1970年 - ）

#### ファッション
- ミウッチャ・プラダ（1949年 - ）
- ドルチェ&ガッバーナ
  - ドメニコ・ドルチェ（1958年 - ）
  - ステファノ・ガッバーナ（1962年 - ）
- ジョン・ガリアーノ（1960年 - ）

#### 映画とエンターテインメント
- マノエル・ド・オリヴェイラ（1908年 - 2015年）
- ケン・ローチ（1936年 - ）
- モーガン・フリーマン（1937年 - ）
- アンソニー・ホプキンス（1937年 - ）
- クシシュトフ・キェシロフスキ（1941年 - 1996年）
- トミー・リー・ジョーンズ（1946年 - ）
- スーザン・サランドン（1946年 - ）
- パトリス・ルコント（1947年 - ）
- ロビン・ウィリアムズ（1951年 - 2014年）
- ロバート・ゼメキス（1952年 - ）
- リーアム・ニーソン（1952年 - ）
- ピアース・ブロスナン（1953年 - ）
- ジェームズ・キャメロン（1954年 - ）
- デンゼル・ワシントン（1954年 - ）
- コーエン兄弟
  - ジョエル・コーエン（1954年 - ）
  - イーサン・コーエン（1957年 - ）
- ケビン・コスナー（1955年 - ）
- ウーピー・ゴールドバーグ（1955年 - ）
- トム・ハンクス（1956年 - ）
- シャロン・ストーン（1958年 - ）
- ティム・ロビンス（1958年 - ）
- フランク・ダラボン（1959年 - ）
- マシュー・ボーン（1960年 - ）
- ジム・キャリー（1962年 - ）
- クエンティン・タランティーノ（1963年 - ）
- ブラッド・ピット（1963年 - ）
- ニコラス・ケイジ（1964年 - ）
- ジュリエット・ビノシュ（1964年 - ）
- キアヌ・リーブス（1964年 - ）
- ウォシャウスキー兄弟
  - ラナ・ウォシャウスキー（1965年 - ）
  - アンディ・ウォシャウスキー（1967年 - ）
- ジュリア・ロバーツ（1967年 - ）
- キャメロン・ディアス（1972年 - ）
- グウィネス・パルトロー（1972年 - ）
- レオナルド・ディカプリオ（1974年 - ）
- ケイト・ウィンスレット（1975年 - ）
- マコーレ・カルキン（1980年 - ）

#### 科学と技術
- ジョン・ナッシュ（1928年 - 2015年）
- スチュアート・カウフマン（1939年 - ）
- イアン・ウィルムット（1944年 - ）
- エドワード・ウィッテン（1951年 - ）
- アンドリュー・ワイルズ（1953年 - ）
- キース・キャンベル（1954年 - 2012年）
- ビル・ゲイツ（1955年 - ）
- リサ・ランドール（1962年 - ）
- ダンカン・ワッツ（1971年 - ）

### 旧ソ連諸国とロシア
- アナトリー・ルキヤノフ（1930年 - 2019年）
- ボリス・エリツィン（1931年 - 2007年）
- レオニード・クラフチュク（1934年 - 2022年）
- スタニスラフ・シュシケビッチ（1934年 - 2022年）
- ゲンナジー・ヤナーエフ（1937年 - 2010年）
- ヌルスルタン・ナザルバエフ（1940年 - ）
- サパルムラト・ニヤゾフ（1940年 - 2006年）
- スロボダン・ミロシェヴィッチ（1941年 - 2006年）
- ルスラン・ハズブラートフ（1942年 - 2023年）
- ジョハル・ドゥダエフ（1944年 - 1996年）
- ニキータ・ミハルコフ（1945年 - ）
- アレクサンドル・ルツコイ（1947年 - ）
- アレクサンドル・ソクーロフ（1951年 - ）
- アレクサンドル・ルカシェンコ（1954年 - ）
- ウラジミール・ソローキン（1955年 - ）

### ラテンアメリカ
- アルベルト・フジモリ（1938年 - 2024年）
- ドゥンガ（1963年 - ）
- ロマーリオ（1966年 - ）

### サハラ以南のアフリカ
- ネルソン・マンデラ（1918年 - 2013年）
- ロバート・ムガベ（1924年 - 2019年）
- フレデリック・ウィレム・デクラーク（1936年 - 2021年）
- ジャン・カンバンダ（1955年 - ）

### 西アジア
- イツハク・ラビン（1922年 - 1995年）
- シモン・ペレス（1923年 - 2016年）
- ヤーセル・アラファート（1929年 - 2004年）
- ハーシェミー・ラフサンジャーニー（1934年 - 2017年）
- サッダーム・フセイン（1937年 - 2006年）
- アッバス・キアロスタミ（1940年 - 2016年）
- モハンマド・ハータミー（1943年 - ）

### 南アジア
- ナラシンハ・ラーオ（1921年 - 2004年）
- コチェリル・ラーマン・ナラヤナン（1921年 - 2005年）
- アタル・ビハーリー・ヴァージペーイー（1926年 - 2018年）
- サティヤ・サイ・ババ（1926年 - 2011年）
- アマルティア・セン（1933年 - ）
- シェーカル・カプール（1945年 - ）
- ナワーズ・シャリーフ（1949年 - ）
- ラジニカーント（1949年 - ）
- アルンダティ・ロイ（1961年 - ）
- プーラン・デーヴィー（1963年 - 2001年）

### 東南アジア
- マハティール・ビン・モハマド（1925年 - ）
- フィデル・ラモス（1928年 - 2022年）
- ユスフ・ハビビ（1936年 - 2019年）
- ジョセフ・エストラーダ（1937年 - ）
- ゴー・チョクトン（1941年 - ）
- ノロドム・ラナリット（1944年 - 2021年）
- アウンサンスーチー（1945年 - ）
- フン・セン（1951年 - ）

### オセアニア
- ジェーン・カンピオン（1954年 - ）

### 中国
- 鄧小平（1904年 - 1997年）
- 江沢民（1926年 - 2022年）
- 李鵬（1928年 - 2019年）
- 朱鎔基（1928年 - ）
- 董建華（1937年 - ）
- 張藝謀（1951年 - ）
- 陳凱歌（1952年 - ）
- 張戎（1952年 - ）
- 何厚鏵（1955年 - ）
- 莫言（1955年 - ）
- 張國榮（1956年 - 2003年）
- 王家衛（1958年 - ）
- 張暁剛（1958年 - ）
- 鞏俐（1965年 - ）

### 台湾
- 李登輝（1923年 - 2020年）
- 鄧麗君（1953年 - 1995年）

### 韓国
- 金大中（1925年 - 2009年）
- 金泳三（1927年 - 2015年）
- 洪明甫（1969年 - ）